# Peribea (náyade)
En la mitología griega, Peribea (en griego antiguo, Περίβοια, Períboia, lit. «rodeada de ganado») es una náyade y reina de Esparta a través de su esposo Icario. Tan solo es mencionada en una fuente, la Biblioteca mitológica de Apolodoro, en donde se nos dice que «Icario y la ninfa náyade Peribea tuvieron cinco hijos, Toante, Damasipo, Imeusimo, Aletes y Perileo, y una hija, Penélope, a la que desposó Odiseo». Se conjetura que podría haber sido una hija del río Eurotas, aunque ninguna fuente especifica quiénes eran los padres de Peribea.
En la novela corta de Margaret Atwood Penélope y las doce criadas se la presenta como una madre negligente con su hija Penélope.